# Lingbeizhou (köpinghuvudort i Kina, Zhejiang Sheng, lat 29,40, long 120,30)
Lingbeizhou (kinesiska: 岭北镇, 岭北周) är en köpinghuvudort i Kina. Den ligger i provinsen Zhejiang, i den östra delen av landet, omkring 96 kilometer söder om provinshuvudstaden Hangzhou. Antalet invånare är 7 751. Befolkningen består av 4 021 kvinnor och 3 730 män. Barn under 15 år utgör 18,0 %, vuxna 15-64 år 62 %, och äldre över 65 år 18,0 %.
Runt Lingbeizhou är det tätbefolkat, med 427 invånare per kvadratkilometer. Närmaste större samhälle är Jiangbei, 12,8 km sydväst om Lingbeizhou. I omgivningarna runt Lingbeizhou växer i huvudsak blandskog.
Genomsnittlig årsnederbörd är 2 143 millimeter. Den regnigaste månaden är juni, med i genomsnitt 396 mm nederbörd, och den torraste är januari, med 70 mm nederbörd.